# Tarenna canarica
Tarenna canarica är en måreväxtart som först beskrevs av Richard Henry Beddome, och fick sitt nu gällande namn av Cornelis Eliza Bertus Bremekamp. Tarenna canarica ingår i släktet Tarenna och familjen måreväxter. Inga underarter finns listade i Catalogue of Life.